# Clubul Sportiv Turnu Severin
Il Clubul Sportiv Turnu Severin, conosciuto anche come Gaz Metan Severin dal nome ufficiale della società mantenuto fino a giugno 2012, è stato un club calcistico professionale della Romania, con sede nella città di Drobeta-Turnu Severin, fondato nel 2007. Nel 2012, il team ha ottenuto per la prima volta nella sua storia la promozione nella serie maggiore del campionato calcistico rumeno, la Liga I.

## Storia
Il club fu fondato nell'estate del 2007 dalla fusione di Gaz Metan Podari e CFR Craiova. Fu iscritto al campionato della Liga III per la stagione 2007-08, finendo in seconda posizione alla fine del campionato e partecipando ai play-offs per ottenere la promozione in Liga II, senza però riuscire a qualificarsi.
Il club arrivò primo in Liga III nella stagione successiva, dopo solo due anni dalla sua fondazione; la prima stagione in Liga II vide il Gaz Metan Severin raggiungere il settimo posto, mentre nella stagione successiva il club chiuse il campionato alla decima posizione.
Nell'estate del 2011 il club si trasferì da Craiova a Drobeta-Turnu Severin per continuare la tradizione calcistica della città dopo il fallimento del FC Drobeta-Turnu Severin. Il primo novembre 2011 l'allenatore Cosmin Bodea fu licenziato ed al suo posto fu scelto il suo assistente Florin Pârvu. All'epoca il Gaz Metan occupava l'undicesima posizione in campionato, dopo dodici giornate.
Da quel momento, il team iniziò a scalare la classifica, e dopo cinque vittorie consecutive raggiunse la terza posizione, mantenuta fino alla fine del campionato, ottenendo nel girone di ritorno solo una sconfitta. 
Poiché il FC Timişoara, team che finì in prima posizione in classifica, non ricevette la licenza per iscriversi alla prima divisione, la Federazione calcistica della Romania decise di promuovere in Liga I la seconda e terza squadra in classifica, permettendo così al Gaz Metan Severin di approdare nel campionato maggiore per la prima volta nella storia del club e della città che lo ospita.
Il 18 giugno 2012, il club fu ribattezzato da Clubul Sportiv Gaz Metan Severin a CS Turnu Severin.

## Palmarès

### Competizioni nazionali
- Liga III: 1

2008–2009

### Altri piazzamenti
- Liga II:

Terzo posto: 2011-2012 (Serie II)

## Organico

### Rosa
| N. |                       | Ruolo | Calciatore        |
| -- | --------------------- | ----- | ----------------- |
| 1  | Romania (bandiera)    | P     | Andrei Marinescu  |
| 2  | Romania (bandiera)    | P     | Bogdan Mustață    |
| 3  | Romania (bandiera)    | D     | Alexandru Giurgiu |
| 4  | Romania (bandiera)    | D     | Alin Buleică      |
| 5  | Serbia (bandiera)     | D     | Jovan Golić       |
| 6  | Romania (bandiera)    | D     | Eguen Rioşanu     |
| 7  | Romania (bandiera)    | D     | Sergiu Neacşa     |
| 8  | Romania (bandiera)    | C     | Alexandru Ologu   |
| 9  | Romania (bandiera)    | A     | Cosmin Vancea     |
| 10 | Romania (bandiera)    | C     | Adrian Olah       |
| 11 | Romania (bandiera)    | C     | Alexandru Zaharia |
| 12 | Romania (bandiera)    | P     | Mihai Ștețca      |
| 13 | Portogallo (bandiera) | C     | Hugo Moutinho     |
| 14 | Nigeria (bandiera)    | C     | Paul Abba         |
| 15 | Romania (bandiera)    | D     | Nicolae Zuluf     |

| N. |                    | Ruolo | Calciatore        |
| -- | ------------------ | ----- | ----------------- |
| 16 | Serbia (bandiera)  | D     | Božidar Cosic     |
| 17 | Romania (bandiera) | D     | Silviu Bălace     |
| 18 | Romania (bandiera) | C     | Florin Pătraşcu   |
| 19 | Romania (bandiera) | D     | Emil Ninu         |
| 20 | Romania (bandiera) | D     | Alexandru Dandea  |
| 21 | Romania (bandiera) | C     | Alexandru Mitriţă |
| 22 | Serbia (bandiera)  | C     | Milan Mitić       |
| 23 | Romania (bandiera) | A     | Răzvan Neagu      |
| 25 | Romania (bandiera) | C     | Alexandru Dandea  |
| 26 | Romania (bandiera) | D     | Dan Ignaț         |
| 28 | Romania (bandiera) | A     | Patrian Trifu     |
| 29 | Romania (bandiera) | D     | Marius Bălău      |
| 30 | Romania (bandiera) | A     | Alexandru Marin   |
| 32 | Romania (bandiera) | A     | Cosmin Vancea     |